# Coalition des associations de consommateurs du Québec
La Coalition des associations de consommateurs du Québec (CACQ) est une association regroupant 22 organismes visant la promotion et la défense des intérêts des consommateurs québécois.

## Dossiers
Au cours des 15 dernières années, la CACQ s’est positionnée et a représenté les consommateurs dans de nombreux dossiers en défense de droits. Elle s’implique activement pour contrer la déréglementation en consommation, particulièrement en matière de crédit et pour protéger l'accessibilité et l'abordabilité de la fourniture d'énergie pour tous les citoyens.
Depuis 2004, la CACQ organise, en collaboration avec les associations de consommateurs du Québec, une vaste campagne de sensibilisation au crédit et à l’endettement intitulée « Dans la marge jusqu’au cou ! ». Cette campagne annuelle sensibilise les consommateurs à la problématique de l’endettement lié à l’utilisation excessive du crédit.

## Membres
La CACQ regroupe des associations de consommateurs réparties dans presque toutes les régions du Québec. Ces associations existent sous diverses dénominations : « association coopérative d’économie familiale » (ACEF), « service budgétaire populaire » (SBP), « service budgétaire communautaire » (SBC).
Actuellement, la CACQ regroupe 20 organismes :
- Association coopérative d’économie familiale de la Péninsule (ACEF de la Péninsule)
- Association coopérative d’économie familiale de l’Outaouais (ACEF de l’Outaouais)
- Association coopérative d’économie familiale de Québec (ACEF de Québec)
- Association coopérative d’économie familiale des Basses-Laurentides (ACEF des Basses-Laurentides)
- Association coopérative d’économie familiale des Bois-Francs (ACEF des Bois-Francs)
- Association coopérative d’économie familiale Rimouski-Neigette et Métis (ACEF Rimouski-Neigette et Métis)
- Association coopérative d’économie familiale Rive-Sud de Montréal (ACEF Rive-Sud de Montréal)
- Association pour la protection des intérêts des consommateurs de la Côte-Nord (APIC Côte-Nord)
- Centre d’information et de recherche en consommation de Baie-St-Paul (CIRCCO)
- Centre de recherche et d’information en consommation de Port-Cartier (CRIC de Port-Cartier)
- Groupe de recherche en animation et planification économique (GRAPE)
- Service alimentaire et aide budgétaire de Charlevoix-Est (SAAB de Charlevoix-Est)
- Service budgétaire Lac-Saint-Jean-Est (SB Lac-St-Jean-Est)
- Service budgétaire communautaire de Chicoutimi (SBC de Chicoutimi)
- Service budgétaire communautaire de Jonquière (SBC de Jonquière)
- Service budgétaire populaire de La Baie/Bas Saguenay (SBP de La Baie/Bas Saguenay)
- Service budgétaire populaire de la MRC d’Asbestos (SBP des Sources)
- Service budgétaire populaire de St-Félicien (SBP St-Félicien)
- Solutions budget plus
- Fonds communautaires des chenaux